# Ролинс (Вайоминг)
Ро́линс (англ. Rawlins, Wyoming) — город, расположенный в округе Карбон (штат Вайоминг, США) с населением в 8538 человек по статистическим данным переписи 2000 года. Административный центр округа Карбон.
Город получил название в честь генерала армии союзников Джона Аарона Ролинса, в 1867 году разбившего военный лагерь на территории будущего поселения.

## Демография
| Год переписи | Нас.  |  | %±     |
| ------------ | ----- |  | ------ |
| 1870         | 612   |  | —      |
| 1880         | 1451  |  | 137,1% |
| 1890         | 2235  |  | 54%    |
| 1900         | 2317  |  | 3,7%   |
| 1910         | 4256  |  | 83,7%  |
| 1920         | 3969  |  | −6,7%  |
| 1930         | 4868  |  | 22,7%  |
| 1940         | 5531  |  | 13,6%  |
| 1950         | 7415  |  | 34,1%  |
| 1960         | 8968  |  | 20,9%  |
| 1970         | 7855  |  | −12,4% |
| 1980         | 11547 |  | 47%    |
| 1990         | 9380  |  | −18,8% |
| 2000         | 8538  |  | −9%    |
| 1870–2000    |       |  |        |

По данным переписи населения 2000 года в Ролинсе проживало 8538 человек, 2237 семей, насчитывалось 3320 домашних хозяйств и 3860 жилых домов. Средняя плотность населения составляла около 445 человек на один квадратный километр. Расовый состав Ролинса по данным переписи распределился следующим образом: 85,86 % белых, 0,81 % — чёрных или афроамериканцев, 1,46 % — коренных американцев, 0,84 % — азиатов, 0,09 % — выходцев с тихоокеанских островов, 2,65 % — представителей смешанных рас, 8,28 % — других народностей. Испаноговорящие составили 21,05 % от всех жителей города.
Из 3320 домашних хозяйств в 33,9 % — воспитывали детей в возрасте до 18 лет, 52,6 % представляли собой совместно проживающие супружеские пары, в 10,5 % семей женщины проживали без мужей, 32,6 % не имели семей. 26,9 % от общего числа семей на момент переписи жили самостоятельно, при этом 8,6 % составили одинокие пожилые люди в возрасте 65 лет и старше. Средний размер домашнего хозяйства составил 2,45 человек, а средний размер семьи — 2,97 человек.
Население города по возрастному диапазону по данным переписи 2000 года распределилось следующим образом: 26,0 % — жители младше 18 лет, 10,1 % — между 18 и 24 годами, 29,4 % — от 25 до 44 лет, 24,2 % — от 45 до 64 лет и 10,3 % — в возрасте 65 лет и старше. Средний возраст жителей составил 36 лет. На каждые 100 женщин в Ролинсе приходилось 111,5 мужчин, при этом на каждые сто женщин 18 лет и старше приходилось 112,8 мужчин также старше 18 лет.
Средний доход на одно домашнее хозяйство в городе составил 36 600 долларов США, а средний доход на одну семью — 42 137 долларов. При этом мужчины имели средний доход в 33 179 долларов США в год против 22 580 долларов среднегодового дохода у женщин. Доход на душу населения в городе составил 17 887 долларов в год. 10,4 % от всего числа семей в округе и 13,7 % от всей численности населения находилось на момент переписи населения за чертой бедности, при этом 18,2 % из них были моложе 18 лет и 17,7 % — в возрасте 65 лет и старше.

## География
По данным Бюро переписи населения США, город Ролинс имеет общую площадь в 19,17 квадратных километров, водных ресурсов в черте населённого пункта не имеется.
Город Ролинс расположен на высоте 2083 метра над уровнем моря. Климат пустынный, полузасушливый (префикс «BSk» по Классификации климатов Кёппена).
| Показатель                    | Янв.  | Фев. | Март | Апр. | Май  | Июнь | Июль | Авг. | Сен. | Окт. | Нояб. | Дек.  | Год   |
| ----------------------------- | ----- | ---- | ---- | ---- | ---- | ---- | ---- | ---- | ---- | ---- | ----- | ----- | ----- |
| Средний суточный максимум, °C | 0,6   | 2,8  | 7,8  | 12,8 | 18,9 | 25,6 | 29,4 | 28,9 | 22,8 | 15,6 | 6,1   | 1,7   | 14,4  |
| Средняя температура, °C       | −5    | −3,3 | 1,1  | 5,6  | 10,6 | 16,1 | 20   | 19,4 | 13,9 | 7,8  | 0     | −4,4  | 6,7   |
| Средний суточный минимум, °C  | −11,1 | −9,4 | −5,6 | −2,2 | 2,2  | 7,2  | 10   | 9,4  | 5    | −0,6 | −6,7  | −10,6 | −1,1  |
| Норма осадков, мм             | 14,2  | 13,2 | 16,5 | 26,9 | 37,8 | 23,6 | 22,9 | 20,6 | 20,8 | 21,8 | 16,5  | 12,4  | 247,4 |
| Источник: Weather Channel     |       |      |      |      |      |      |      |      |      |      |       |       |       |

## Известные жители
- Джесс Гарсия — актёр, снялся в сериале Пятнадцатилетняя.
- Джон Дж. Хики — бывший сенатор США от штата Вайоминг и бывший губернатор штата.
- Майк Лансинг — профессиональный бейсболист.
- Ларри Уилкокс — актер, снялся в популярном в 1970-х годах телешоу CHiPs. Родился в Сан-Диего, вырос в Ролинсе.